# Sébastien Bertrank

a Compétitions nationales et continentales officielles uniquement.

Dernière mise à jour le 10 avril 2012.
Sébastien Bertrank, né le 20 mars 1970 à Clermont-Ferrand, est un joueur français de rugby à XV évoluant au poste de demi d'ouverture,  à XV ou arrière.

## Biographie
Passant toute sa jeunesse à l'école de rugby de l'association sportive montferrandaise, Sébastien Bertrank commence sa carrière senior à l'âge de 18 ans avec le CA Brive. Après deux saisons avec le club briviste, il rejoint l'AS Montferrand où il passe deux saisons avant de partir jouer pour l'US Ussel en 1992. En 1995, il retourne passer une derrière saison avec l'AS Montferrand. Au cours de sa carrière, il connaît des sélections en équipe de France scolaire, junior, espoir et militaire. équipe de France. Il est capitaine du Bataillon de Joinville[réf. nécessaire].
Après sa carrière de joueur, il reste dans le monde du rugby et devient cadre technique d'état placé auprès de la Fédération française de rugby à XV[réf. nécessaire]. Il travaille en Auvergne, à La Réunion et dans le Languedoc[réf. nécessaire]. Il occupe également les fonctions d'entraîneurs/coordonnateur sportif au sein de l'ASM Clermont Ferrand de 2000 à 2006[réf. nécessaire]. Il est entraîneur de l'équipe de France junior[réf. nécessaire] et de l'équipe de France féminine en 2009. 
En 2011[Quand ?], il est directeur sportif du club de l'US Carcassonne[réf. nécessaire].
Après sept années de disponibilité où il vivra une aventure dans le tourisme, il reprend en 2018 un poste de coordonnateur de formation au CREPS de Montpellier. Il s'occupe plus spécifiquement des formations DEJEPS rugby à XV.
Le 23 octobre 2023, il est nommé entraîneur de l'équipe nationale du Portugal et prend donc la suite de Patrice Lagisquet ; néanmoins, il présente sa démission quelques semaines plus tard, jugeant les contraintes professionnelles non compatibles avec ses activités en France.